# ORGAN²/ASLSP

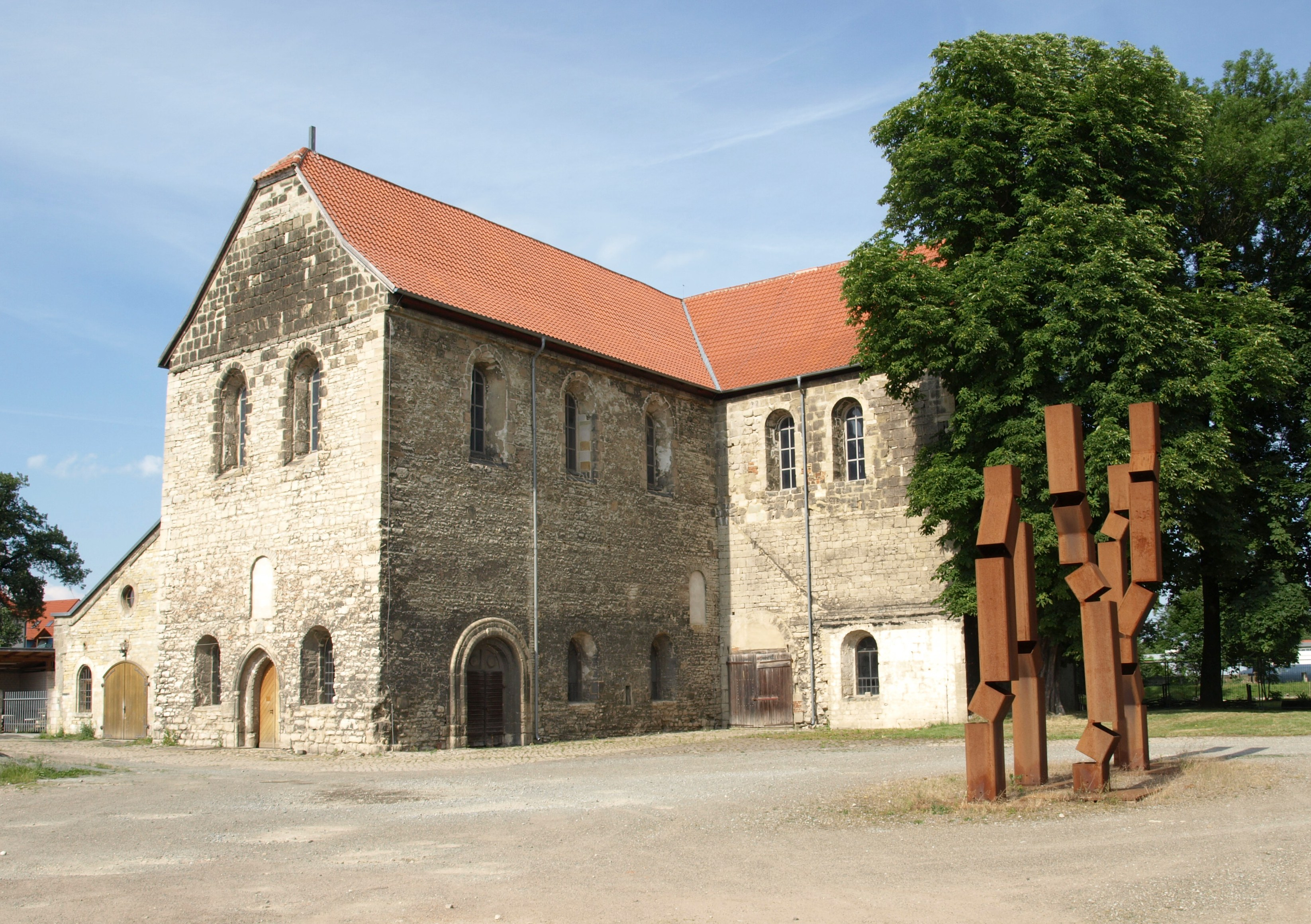
St. Burchardikyrkan i Halberstadt.

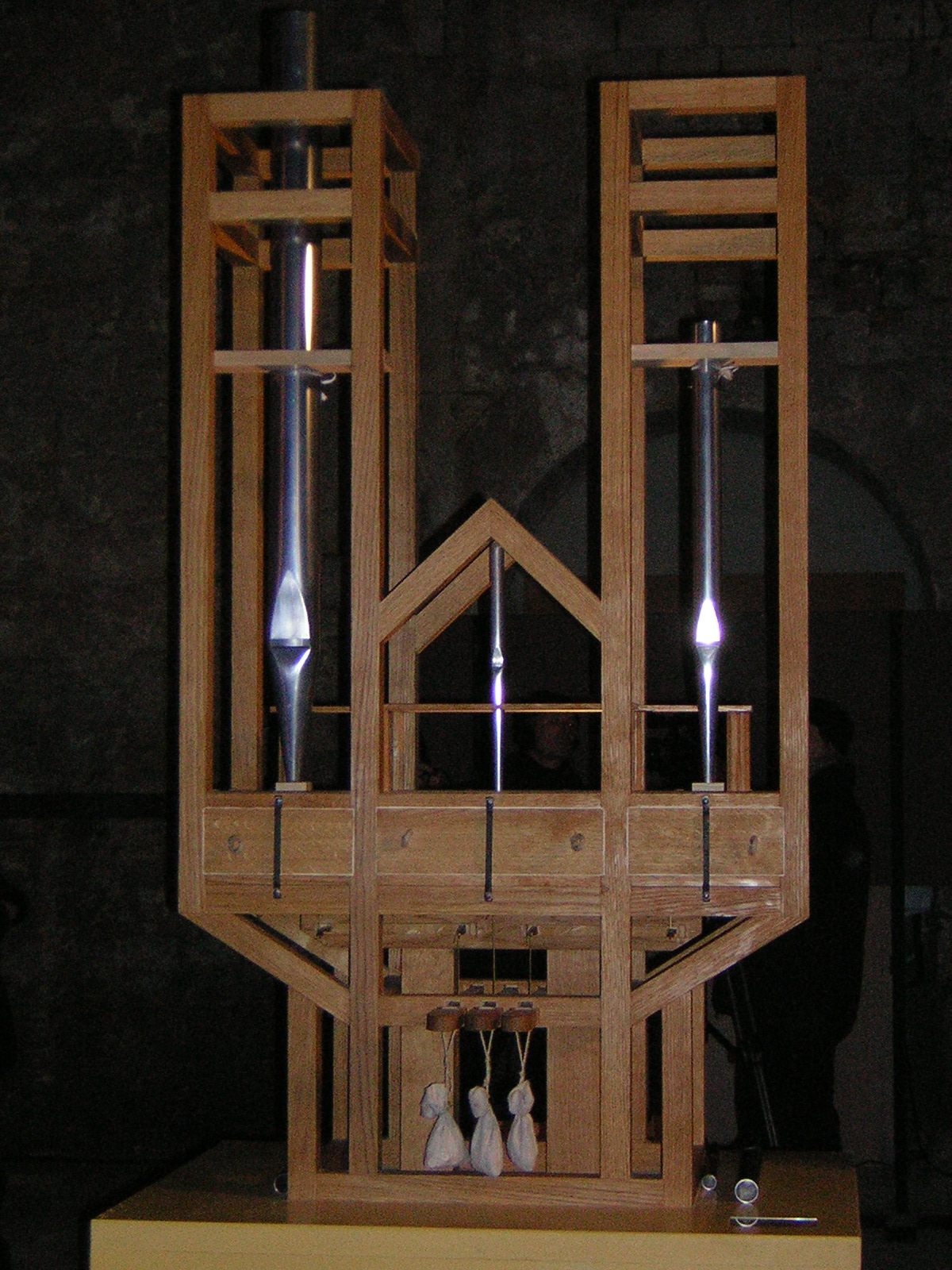
Den specialbyggda orgeln för uppförandet av As Slow as Possible.

ORGAN²/ASLSP (As Slow as Possible) är ett musikstycke av John Cage som spelas i Burchardikyrkan i tyska Halberstadt. Det är känt för att spelas extremt långsamt och väntas ta 639 år att spela klart.